# دبور العنكبوت
لقيات أو الزنابير الحفرية أو دبور العنكبوت أو الدبابير العنكبوت القناصة أو فصيلة بساموكاريدي (الاسم العلمي: Pompilidae)، هي فصيلة دبابير عالمية من رتبة غشائيات الأجنحة. تضم حوالي 5000 نوع في ست فُصيلات. جميع الأنواع تقريبًا هي انفرادية (باستثناء بعض Ageniellini التي تعشش في مجموعات)، ووتلتقط معظم فرائسها عن طريق شل حركتها، على الرغم من أن أفراد فُصيلة Ceropalinae هي دغريات (سارقات الطعام) من اللقيات الأخرى، أو أشباه الطفيليات من العناكب الحية.